# Lynx lynx wrangeli
Lynx lynx wrangeli este o subspecie a râsului eurasiatic găsită de la Râul Enisei înspre est până unde începe Oceanul Pacific, iar înspre sud până la Munții Stanovoi. Conform datelor din 2013, existau pe atunci 5.890 de indivizi maturi în Orientul Îndepărtat Rus. Printre prăzile sale se numără căprioara siberiană. Este a doua cea mai comună subspecie a râsului eurasiatic. Potrivit unui studiu asupra mortalității râsului eurasiatic, L. l. wrangeli trăiește în medie până la vârsta de 15 ani.